# Première bataille de Bergisel
Pour les articles homonymes, voir Bataille de Berg Isel.
Rébellion du Tyrol
Batailles
- Axams
- Sterzing
- Innsbrück
- Kufstein
- Volano
- Lofer
- Waidring
- Wörgl
- Strass im Zillertal
- 1re Bergisel
- 2e Bergisel
- Franzensfeste
- Pontlatzer Brücke
- 3e Bergisel
- Unken
- Lueg
- Hallein
- Melleck
- 4e Bergisel
- Pustertal
- Meran
- Sankt Leonhard in Passeier

La première bataille de Bergisel se déroule le 25 mai 1809 lors de la rébellion du Tyrol. Elle s'achève par un statu quo.

## Forces en présence
Andreas Hofer dispose sous ses ordres de 6 000 à 9 400 insurgés tyroliens, appuyés par quelques centaines ou 900 soldats réguliers autrichiens. Le contingent régulier autrichien est composée d'un bataillon du 16e régiment d'infanterie Lusignan, du 45e De Vaux, de deux compagnies du 9e bataillon de Jaëgers, d'un demi-escadron du 3e régiment de Chevau-léger O'Reilly et cinq canons.
Du côté des Bavarois, le général Bernhard von Deroy est à la tête de 4 000 hommes,.

## Déroulement
Le combat commence à midi et dure sept heures. Les Bavarois contrôlent la plaine, tandis que les Tyroliens restent maître des hauteurs, sans oser s'approcher des canons ennemis. Un violent orage met fin aux combats.

## Pertes
Les Tyroliens déplorent 50 morts et 30 blessés,, tandis que les Bavarois ont 20 à 70 morts et 100 à 150 blessés.